# Kōichi Mashimo
Kōichi Mashimo (真下 耕一, Mashimo Kōichi; * 21. Juni 1952 in Tokyo, Japan), häufig auch als Kouchi Mashimo oder Kouichi Mashimo bezeichnet, ist ein bekannter japanischer Anime-Regisseur und Gründer des Animationsstudios Bee Train.

## Leben
In seinen frühen Lebensjahren zeigte er ein starkes Interesse an der Fotografie, was unter anderem auf den Einfluss seines Vaters zurückzuführen ist. Er studierte Rechtswissenschaften an der Sophia-Universität und wirkte während seines 4. Studienjahres bei der Erstellung einiger Werbefilme mit. Obwohl es ihn nicht zufriedenstellte, nahm er am 6. November 1975 eine Stelle als Regieassistent bei Tatsunoko Production an. Dort arbeitete er von 1975 bis 1976 an seiner ersten Animeserie Time Bokan.
Mitte der 1980er Jahre verunglückte er bei einem Skiunfall und kam während seines Aufenthalts in der Intensivstation auf die Idee, ein „Krankenhaus für Animatoren“ zu gründen. Dies sollte ein Animationsstudio sein, dessen vorrangiges Ziel nicht der kommerzielle Gewinn, sondern die Selbsterfüllung der talentierten Künstler sein sollte. Einige Zeit später gründete er das kleine, selbständige Studio Mashimo Jimusho, welches hauptsächlich Zwischensequenzen für größere Produktionen erstellte. Im Jahre 1997 präsentierte Mashimo sein „studio-as-hospital“ Konzept vor Mitsuhisa Ishikawa, dem Präsidenten von Production I.G, der davon so beeindruckt war, dass er sofort seine Unterstützung dieses Projekt zusicherte. Dieser neue Ableger wurde daraufhin als Bee Train bekannt und beendete im Februar 2006 seine Beziehungen zu I.G als eigenständiges Animationsstudio.
Bei vielen seiner Produktionen arbeitete er mit Yuki Kajiura zusammen, die als Komponistin für die musikalische Untermalung zuständig war.

## Filmografie
- 1978: Kagaku Ninja-Tai Gatchaman II, Regie
- 1979: Kagaku Ninja-Tai Gatchaman F, Regie
- 1981: Golden Warrior Gold Lightan, Chief director, episode director, storyboards
- 1985: Night on the Galactic Railroad, Drehbuch
- 1986: Ai City, Regie
- 1987: Dirty Pair: Project Eden, Regie
- 1988: F, Regie und Drehbuch
- 1988: Dominion: Tank Police, Regie und Drehbuch
- 1989: Dragon Warrior, Drehbuch
- 1990: Robin Hood no Daiboken, Regie
- 1992:The Weathering Continent, Regie und Drehbuch
- 1993: The Irresponsible Captain Tylor, Regie
- 1996: Sorcerer Hunters, Regie
- 1997: Eat-Man, Regie
- 1998: Xenogears, Animationsproduktion
- 1999: PoPoLoCrois, Regie und Drehbuch
- 1999: Wild Arms: Twilight Venom, Regie und Planung
- 2001: Noir, Regie, Drehbuch und Sound
- 2002: .hack//Sign, Regie, Drehbuch und Sound
- 2002: .hack OVAs: .hack//Intermezzo, .hack//Unison und .hack//Gift, Regie
- 2002: .hack//Liminality, Regie und Leitung für die Entwicklung der Hintergrundmusik
- 2003: Avenger, Regie
- 2003: .hack//Legend of the Twilight, Regie und Projektverwaltung
- 2003: Immortal Grand Prix, Regie und Drehbuch
- 2004: Madlax, Regie und Drehbuch
- 2004: Gin’yū Mokushiroku Meine Liebe, Regie und Drehbuch
- 2005: Tsubasa Chronicle (1. Staffel), Regie
- 2006: Gin’yū Mokushiroku Meine Liebe wieder, Regie
- 2006: .hack//Roots, Regie, Drehbuch, Sound  und Projektverwaltung
- 2006: Spider Riders, Regie und Projektverwaltung
- 2006: Tsubasa Chronicle (2. Staffel), Regie in Zusammenarbeit mit Hiroshi Morioka
- 2007: El Cazador, Regie